# 李洲坳东周墓葬
李洲坳东周墓葬位于中国江西省宜春市靖安县水口乡李家村李洲坳，入选2007年全国十大考古新发现，2013年被列为全国重点文物保护单位。
早在1979年4月，李洲坳当地村民在修路时曾挖出3件青铜器，已列入国家一级文物，藏在江西省博物馆。2006年12月28日李洲坳发现有盗墓，2007年1月6日，江西省文物考古研究所开始对其考古发掘。发掘结果表明，墓葬所在的孤立山丘，与东西两山高度一致，但互不相连。山丘底部直径30米〜35米，高约12米。该墓葬为一处有封土的大型土坑竖穴墓葬。原封土高约12米，封土正中下方为墓穴，墓口至底部深约4米，墓葬底部整齐排列着尺寸基本相当的大小棺木47具。其中G47为主棺，有单棺和單椁，其餘46具為陪葬，只有单棺。有7個人体遗骸能够检测性别，為女性，年龄在15－25岁之间。一些头骨上還有頭髮。墓葬中出土了丝织品、漆木器、竹木器、玉石器、金器、瓜籽、花椒、稻谷壳、桃核、团状苇叶、松针、螺壳等动植物标本以及文物1000余件。其中出土了300多件纺织品，是中華人民共和國发现最早的纺织品实物资料。
- 江西省博物馆李洲坳东周墓葬展览